# Vevey Riviera Basket

Escudo del Vevey Riviera Basket

El Vevey Riviera Basket es un equipo de baloncesto suizo con sede en la ciudad de Vevey, que compite en la LNA, la primera división del baloncesto suizo. Disputa sus encuentros como local en el Galeries Du Rivage.

## Posiciones en Liga
- 1992 (1)
- 1996 (1)
- 1997 (LNB)
- 1998 (LNA)
- 1999 (1)
- 2000 (3(1))
- 2001 (4)
- 2002 (6)
- 2003 (8)
- 2004 (4)
- 2005 (12-LNA)
- 2006 (1-LNB)
- 2007 (11-LNA)
- 2008 (12-LNA)
- 2009 (4-LNB)
- 2010 (5-LNB)
- 2011 (3-LNB)
- 2012 (2-LNB)
- 2012 (2-LNB)

### Plantilla 2013-2014
| N.º | Nombre              | Nacionalidad                         | Puesto    |
| --- | ------------------- | ------------------------------------ | --------- |
| --  | Daniel Somo Kadamou | Bandera de Suiza                     | Pívot     |
| --  | Mathias Tolusso     | Bandera de Suiza                     | Base      |
| --  | Dramane Diarra      | Bandera de Mali · Bandera de Francia | Ala-Pívot |

## Palmarés
- Campeón LNB - 2006
- Subcampeón Copa Suiza - 2001
- Subcampeón LNB - 2013